# Fattighusån

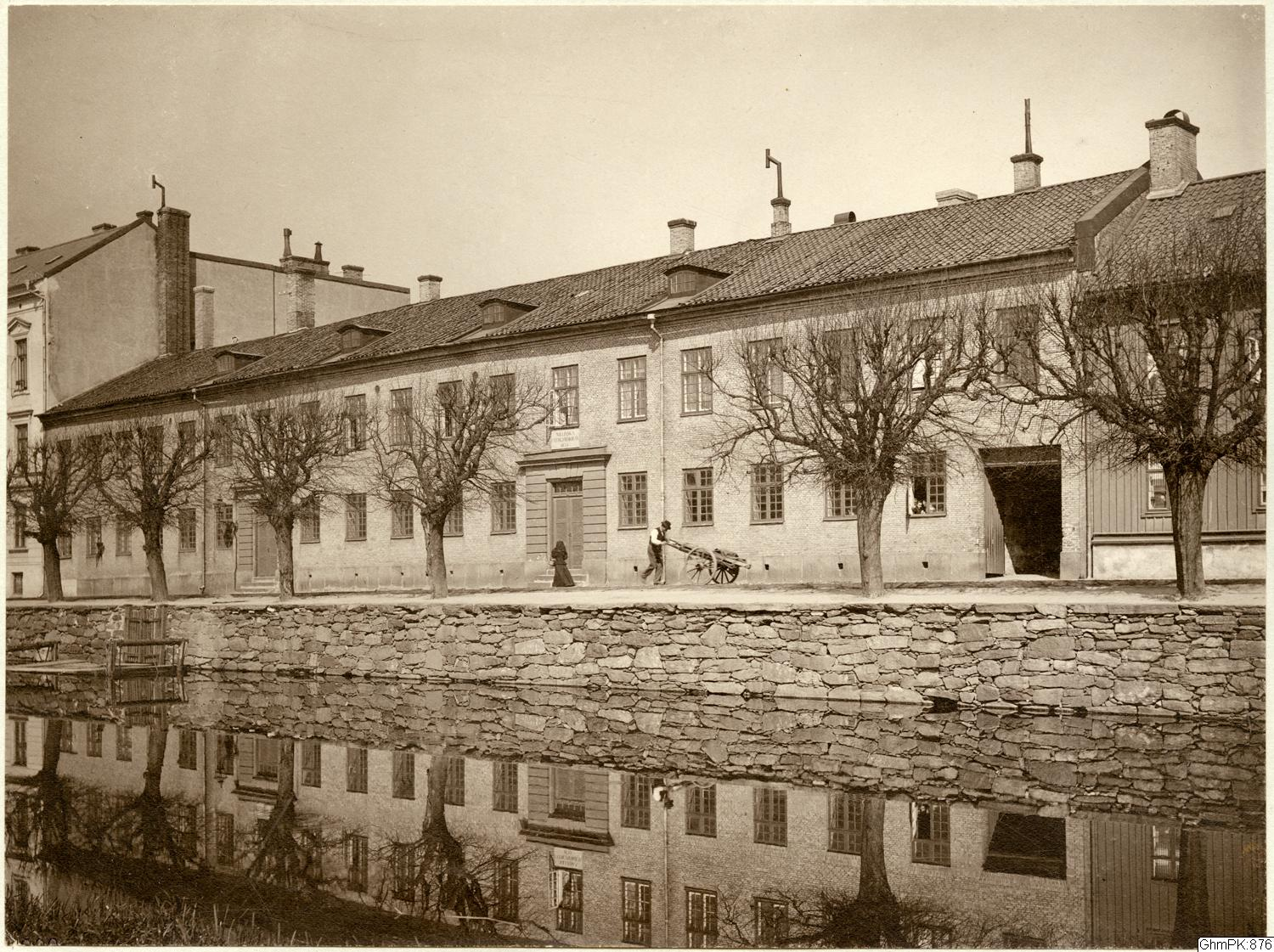
Willinska fattigfriskolan och Fattighusån, år 1901.

Fattighusån eller Fattighuskanalen är en cirka 900 meter lång, grävd kanal i Göteborg som förbinder Mölndalsån med Stora Hamnkanalen och Vallgraven vid Drottningtorget. Den rinner utmed Stampgatan och förbi Mariakyrkan och Trädgårdsföreningen. Den invigdes 1641 av greve Per Brahe. 
Namnet var ursprungligen Gullbergs kanal senare Then gräffde canalen samt Möndahls Canal (1675), Gullbergs Gräfde Canal (1673), och i folkmun endast "kanalen". Namnet Fattighusån fick den i folkmun eftersom en fastighet utefter ån nyttjades som fattighus från 1726, och 1767 öppnade Willinska fattigfriskolan på Stampgatan. Kanalen uppmättes år 1900 till en längd av 640 meter.

## Historia

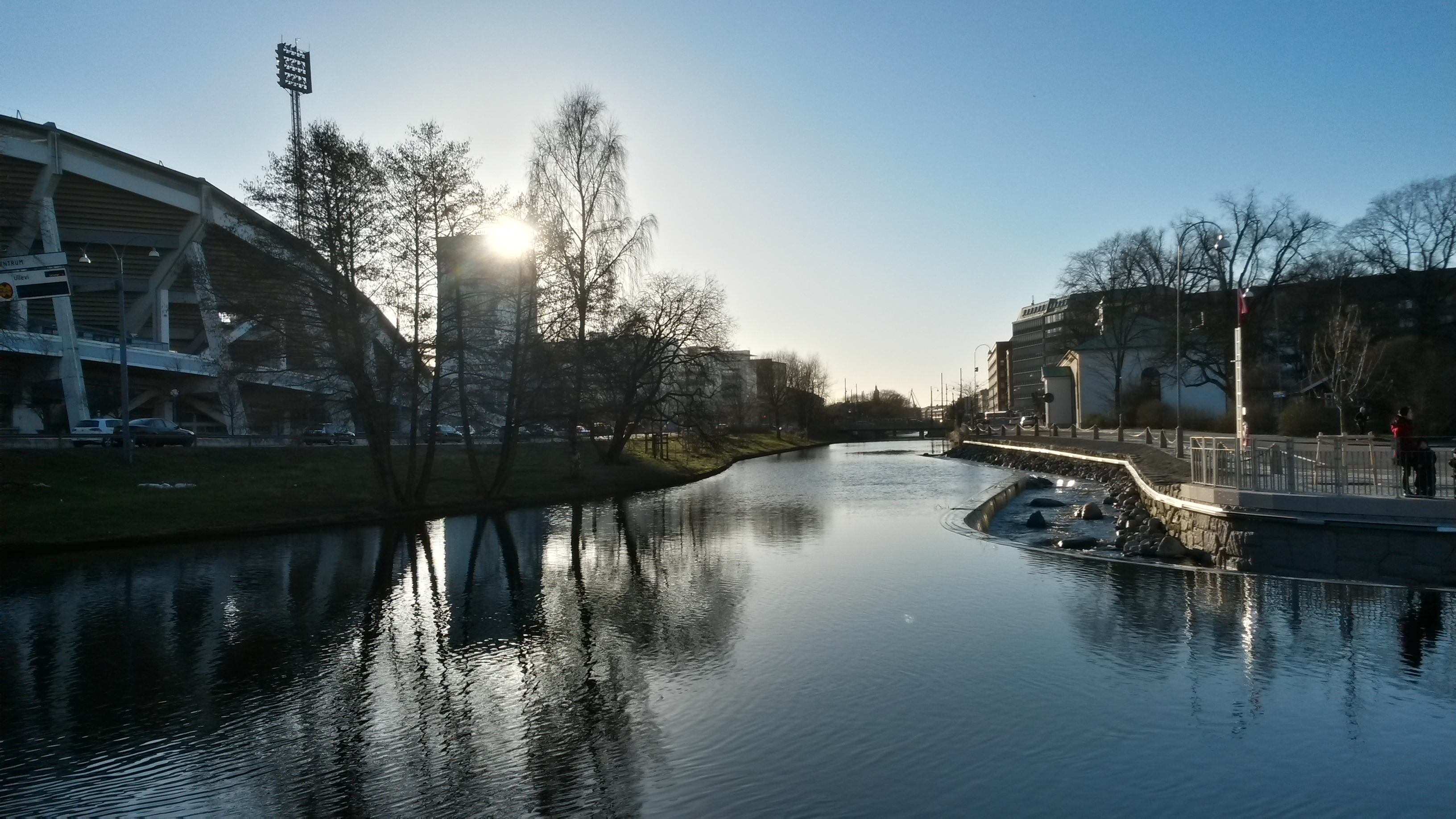
Vy västerut över Fattighusån i Göteborg. Ullevi syns till vänster, och till höger skymtar Mariakyrkan.

Redan 1620–1621, i samband med stadens grundande, arbetades det på en kanalfunktion på samma plats. År 1624 beslöt de styrande om att ha en vattenväg från Mölndalsån och ut i "Stora Hambnan", vilket skulle locka köpmän och främja handeln. Kung Gustav II Adolf sade dock nej, det fanns inga pengar och en sådan kanal var onödig, ansåg han. År 1639 kom frågan upp på nytt, och då hade man utarbetat en ny befästningsplan för den unga staden. En vattenväg mellan Mölndalsån och fästningsstadens vallgrav skulle få en strategisk betydelse. Ett annat skäl var att leden skulle föra in friskt vatten till vallgraven och kanalerna. När Axel Oxenstierna och Jacob de la Gardie våren 1639 kom till Göteborg, förde de positiva diskussioner om ett kanalbygge med stadens starke man, Peder Rosensköld, vilket resulterade i att arbetet kom igång den 2 juni 1640.

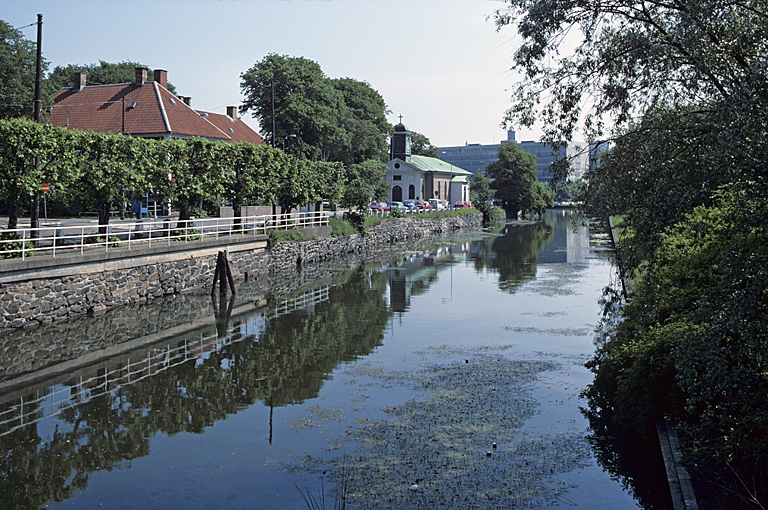
Fattighusån mot öster med Mariakyrkan (före detta Fattighuskyrkan) i bildens bortre del, år 1977.

Kanalarbetet utfördes av fortifikationsknektar och stadssoldater, och var färdigt 23 september 1641. Den var 305 roder lång (cirka 900 meter), och invigdes den 7 oktober, bland annat genom att riksdrotsen Per Brahe och hans "välborna kära gemål och husfru" genomförde en tur i presidenten Peder Rosenskölds båt tillsammans med stadens magistrat, genom den nya kanalen och via Mölndalsån upp till Underås bro. På en samtida ritning går att läsa "Den 7 octorbris Anno 1641 reste H. Exceltz Rijks Drottzen Greffwe Peder Brahe med sin Wälborne K. Gemål och Huusfru, med Pär Rosenskölds båt igenom den nye Canalen och in uthj Mölendals åå till Underåås Broo. De förnemste aff Stadzens Magistrat wore H. Exz fölachtige till förne broo."

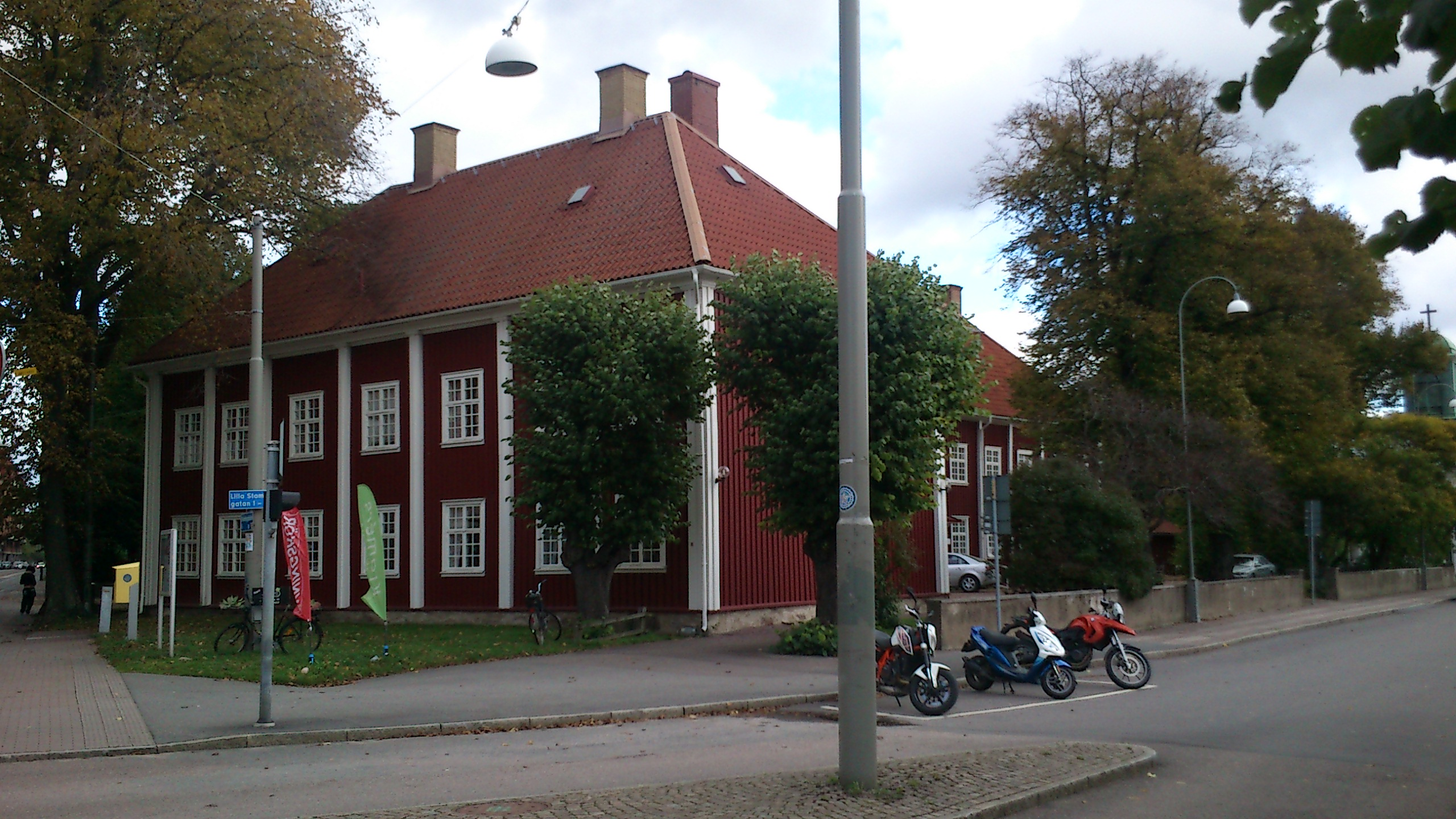
Det gamla fattighuset vid Stampgatan.

Från början kallades kanalen Stampån, eller Mölndalskanalen. Stampen som idag är namnet på stadsdelen har tagit sitt namn av de klädestampar och det stampverk för olja som låg i området. Namnet Fattighusån fick den på grund av att en av dessa klädesstampar, ägd av borgmästaren Hans von Gerdes  byggdes om till fattighus 1767. Det låga trähuset som ritades av stadsarkitekten Bengt Wilhelm Carlberg finns fortfarande kvar och ligger där Stampgatan svänger upp mot Olskroken. Bakom detta röda trähus ligger Fattighuskyrkan, som idag kallas Mariakyrkan och ritades av Carl Wilhelm Carlberg, son till Bengt Wilhelm Carlberg. Kyrkan invigdes 10 december 1815. En annan fattighusinrättning, som låg vid Fattighusåns möte med Drottningtorget, var Bracka som byggdes på 1850-talet och som revs 1917 för att ge plats åt posthuset.
Initialt var det meningen att det var från denna kanal som göteborgarna skulle hämta sitt dricksvatten. Men Fattighusån skapades också för att vattnet i Vallgraven och Stora Hamnkanalen inte skulle bli stillastående och för detta ändamål byggdes omkring 1648 – och invigdes i maj 1649 – en sluss innanför Österporten och ett dämme för att jämna ut vattennivån. Efter att ha förfallit under lång tid, rustades slussen upp i slutet av 1740-talet, främst genom en nybyggnad i engelsk mursten. Slussen var klar i november 1752 och kvarnen i augusti 1753. Slusskvarnen revs 1873 och den nuvarande slussen anlades ett sjuttiotal meter österut i Fattighusån.

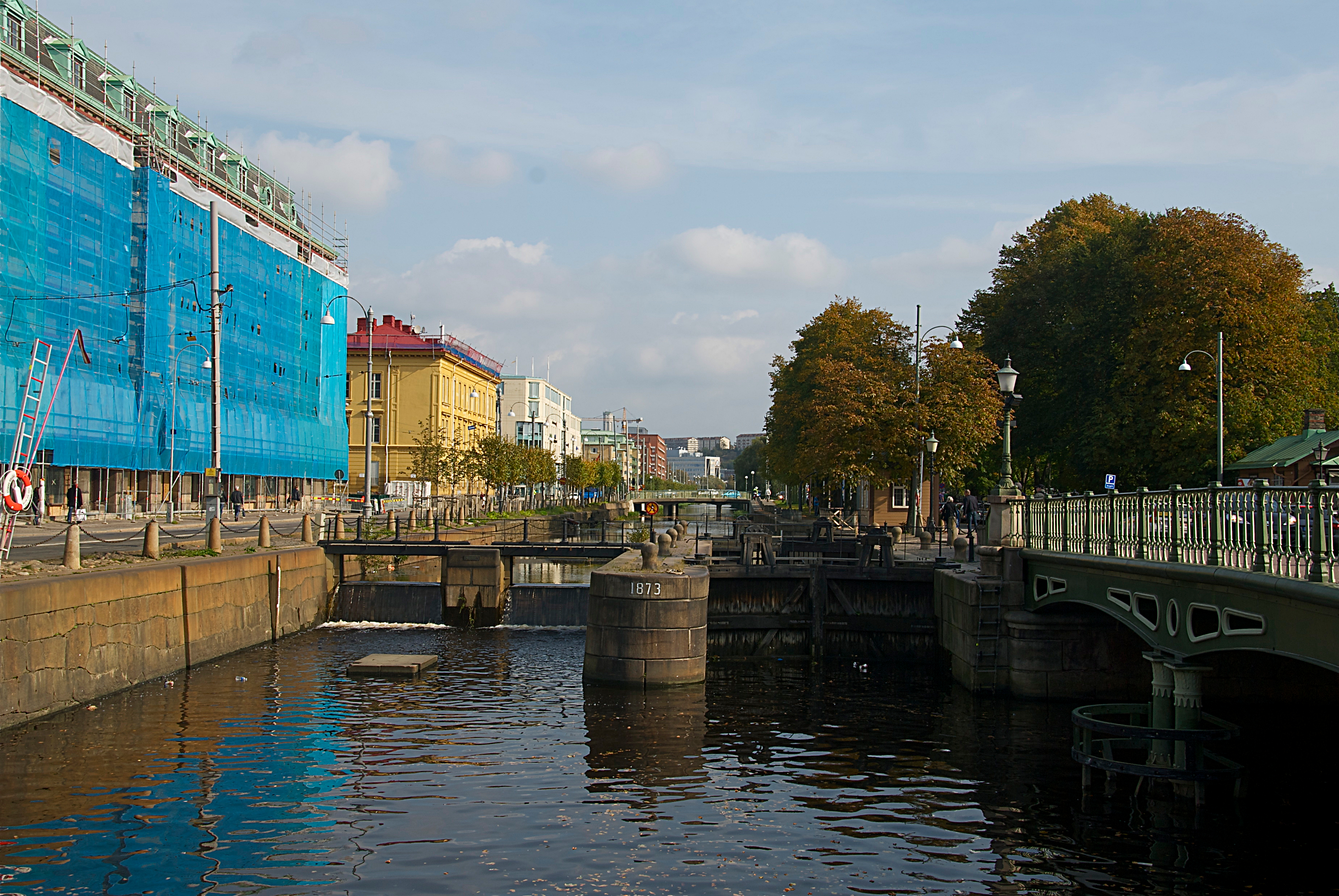
Slussen där den ligger idag vid Drottningtorget.

Fattighusån användes även som transportled till och från de skvaltkvarnar som fanns i Mölndal och från slutet av 1700-talet anlades ett bränneri som tog sitt vatten från Fattighusån till produktionen av sprit. Redan tidigare, på 1750-talet hade man börjat brygga öl på den plats där Johan Albrecht Pripp senare startade sitt ölbryggeri som låg på denna plats fram till 1976.
År 1770 planterades en allé med lindar längs ån och vissa av dessa lindar finns kvar än idag och är därmed de äldsta planterade träden i Göteborg. Det var borgmästaren Daniel Pettersson som hade köpt plantorna från Holland. Folk hade dock svårt att låta de nyplanterade träden vara ifred, varför följande kommuniké utfärdades, den 11 maj 1770:
Sedan Magistraten låtit till Stadens prydnad vid allmänna Lands vägen utanföre Drottninge-Port emellan Fällbommen och Fattighuset plantera Utrikes ifrån införskaffade Lindar; Så warder härmed til allmän åtwarning kungjort, det en någon, eho det wara kan, wid de uti 20 Capitel lr.§. Missgärnings Balk. utsatta Tio Daler Silvermynts böter för hwart Träd och skadans upprättande efter Mätismanna ordom, må hugga neder, förderfwa, eller medelst upryckande, stötande, grenars och qwistars afrifwande. Gödsels, Sill- och saltlakes eller orent warmt Salt- eller kokvattens utkastande, eller å annat sätt skada dessa Lindar; I Såsom ej heller någon wid dessa Trän må fastbinda Båtar, Hästar eller andra kreatur, icke heller göra någon skada å det utanföre Drottninge-Porten emellan Fällbommen och Fattighuset samt utanföre hwilkas hus dessa Lindar äro planterade, härmed anmodade och påminte, at noga tilse, der hwarken deras husfolk, ej heller allmoge eller annat folk, som gå eller färdas til eller ifrån Staden på et eller sätt å dessa Trän någon skada eller wåldswerkan göra.
År 1890 gjorde Göteborgs stadsfullmäktige en stor utredning om huruvida Fattighusån skulle fyllas igen eller inte, då vattnet stod stilla och ån börjat stinka. Frågan togs upp igen 1906 och 1911, men 1926 krävde hamnstyrelsen att frågan skulle avskrivas. Så blev det också.
I samband med att Skånegatan byggdes ut för spårvägstrafik, byggdes 2003 två nya spårvägsbroar över Fattighusån, i kommunala handlingar benämnda som "Spårvägsbron väster om Folkungabroarna" och "Spårvägsbron öster om Folkungabroarna". Den östra spårvägsbron har också utrymme för gångtrafikanter. Den äldre bron som förband Folkungagatan och Tegelbruksängen, hette Utställningsbron. Denna bro byggdes för järnvägen till gamla Mässhallarna vid Jubileumsutställningen i Göteborg 1923. De båda broar som ersatte Utställningsbron tillkom på 1950-talet och heter Västra Folkungabron samt Östra Folkungabron.